# Fuscosporellaceae
Die Fuscosporellaceae bilden die einzige  Familie der einzigen Ordnung Fuscosporellales der Schlauchpilze. 

## Merkmale
Arten der Fuscosporellaceae bilden nur selten eine Hauptfruchtform aus. Wenn eine solche existiert, dann sind die Fruchtkörper dunkelbraune bis schwarze Perithecien, die warzenförmig oder mit einem verlängerten Hals ausgebildet sind. Oben ist eine Öffnung (Ostiolum), in der sich  Periphysen befinden. Die Fruchtkörper sind im Wirtsgewebe mehr oder weniger eingesenkt. Die Fruchtkörperwand ist zerbrechlich und besteht aus mehreren Schichten. Ein Stroma ist nicht vorhanden. Das Hamathecium, das Gewebe zwischen den Schläuchen, besitzt echte, septierte Paraphysen. Die Schläuche (Asci) selber sind unitunikat (einwandig), zylindrisch bis leicht spindelförmig und gestielt. Sie sind mit einem nicht amyloiden apikalen Ring versehen und besitzen immer acht Ascosporen. Diese sind in einer Reihe angelegt, spindelförmig, durchscheinend bis hellbraun und quer septiert. 
Die Nebenfruchtform bildet Sporodochien aus. Die Konidienträger sind meist zu konidiogenen Zellen reduziert. Sie sind makro- bis mikronematös (das bedeutet, ihre Hyphen sind deutlich größer oder eben kleiner als normale Hyphen) und mononematös, das heißt, sie entstehen aus einer einzelnen Hyphe. Die konidiogenen Zellen sind blastisch, d. h. die Konidien werden nach der Bildung abgeschnürt. Sie sind durchscheinend, fast eiförmig bis kugelig. Die glatten Kondien sind braun, einfach septiert, oft nahe der Basis, fast ei- oder birnenförmig.

## Lebensweise und Ökologie
Arten der Fuscosporellales leben saprob auf Zweigen auf dem Land, meist aber im Süßwasser.

## Systematik
Die Familie Fuscosporellaceae wurde 2016 gleichzeitig mit der Ordnung Pisorisporiales von Jing Yang, Darbhe Jayarama Bhat und Kevin David Hyde erstbeschrieben.
Folgende sechs Gattungen gehören zur Familie:
- Bactrodesmiastrum: mit fünf Arten
- Fuscosporella: mit fünf Arten
- Mucispora: mit sechs Arten
- Parafuscosporella: mit acht Arten
- Plagiascoma: mit nur einer Art
- Pseudoascotaiwania: mit nur einer Art